# Khonj
Khonj (farsi خنج) è il capoluogo dello shahrestān di Khanj, circoscrizione Centrale, nella provincia di Fars. Aveva, nel 2006, una popolazione di 19.347 abitanti. Vi sono coltivazioni di frumento, avena e datteri. Nella regione, la zona di Khonj vanta il livello minimo di precipitazioni, ha un clima molto secco che raggiunge i 48 °C d'estate e oscilla tra i -1 °C e i 20° d'inverno; vi è stato scoperto un grande giacimento di gas.

## Storia
L'esploratore marocchino Ibn Battuta (1304-1368) ha descritto ampiamente Khonj nei suoi diari di viaggi. Nel XVIII secolo la città fu messa a ferro e fuoco da Nadir Shah.